# Markus Kallifatides
Markus Kallifatides, född 18 april 1972 i Täby, är en svensk ekonom och politiker (socialdemokrat). Han är docent vid Handelshögskolan i Stockholm och ordförande för den socialdemokratiska föreningen Reformisterna. Kallifatides är ordinarie riksdagsledamot sedan 2022, invald för Stockholms kommuns valkrets.
Kallifatides politiska bana inleddes vid grundandet av den socialdemokratiska partiföreningen Reformisterna. Han har beskrivit sig själv som demokratisk socialist.
Kallifatides är son till den svensk-grekiske författaren Theodor Kallifatides.

## Forskare på Handelshögskolan
Markus Kallifatides har sedan 1996 undervisat i organisations- och ledningsteori vid Handelshögskolan i Stockholm. År 2002 publicerades Kallifatides doktorsavhandling “Modern företagsledning och omoderna företagsledare”, en fyraårig observationsstudie utifrån en industrikoncern och dess högsta ledning.
Kallifatides tidiga forskargärning inbegriper frågor om nordisk företagsstyrning, företagens roll i globala relationer och företags samhällsansvar. Sedan 2010 och framåt har frågor om finansialisering av svensk och internationell ekonomi varit återkommande teman i Kallifatides forskning.
Jämte sin forskning har Kallifatides gett ut ett flertal rapporter om svenska ägande- och förmögenhetsstrukturer, bostadspolitik, lönebildning samt om det privata kapitalets roll i omvandlingen av den svenska välfärdsmodellen.

## Politiskt engagemang
Kallifatides inledde sin politiska bana som ordförande och medgrundare till den socialdemokratiska partiföreningen Reformisterna. I sin roll som ordförande har Kallifatides drivit frågor om en investeringsdriven ekonomisk politik, genomförandet av en ny socialdemokratisk välfärdsmodell utan privat vinstdrift och ett mer progressivt skattesystem.
Kallifatides är riksdagsledamot sedan valet 2022. I riksdagen är han suppleant i civilutskottet.
Kallifatides beskrev 2022 Tidöavtalet som "värdelös ekonomisk politik".